# Gerald Moore

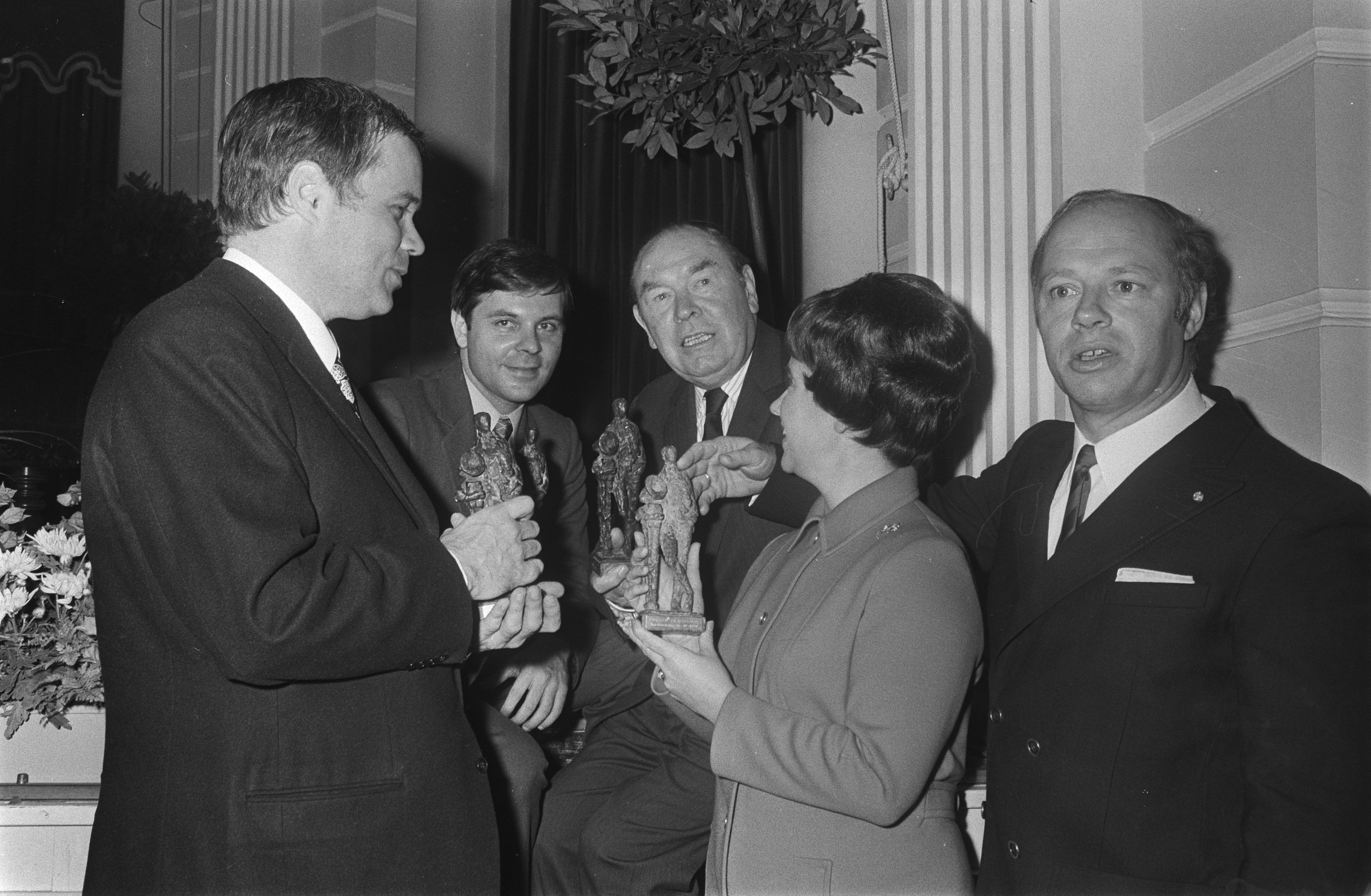
Dietrich Fischer-Dieskau, Stephen Kovacevich, Gerald Moore, Elly Ameling & Bernard Haitink (1970)

Gerald Moore (Watford, 30 juli 1899 – Buckinghamshire, 13 maart 1987) was een Engels pianist, die vooral bekend was als begeleider van vele beroemde zangers in lieduitvoeringen.

## Loopbaan
Hoewel Moore in Engeland werd geboren leerde hij het vak voornamelijk in Canada (Toronto), waarheen zijn familie was geëmigreerd. Daar was Moore organist aan de St. Thomas Kerk in de Huron Street. 
Moore begeleidde verscheidene bekende musici onder wie de cellisten Pablo Casals en János Starker, maar werd publiek bekend door zijn werk met zangers als Elisabeth Schumann, Maggie Teyte, Kathleen Ferrier, Kirsten Flagstad, Hans Hotter, Hermann Prey, Janet Baker, Christa Ludwig en Dietrich Fischer-Dieskau. Moore wordt gezien als de man die de status van begeleider emancipeerde van een onderdanig en slaafs tot een volwaardig beroep, waarin de pianist een gelijkwaardige partner is van de instrumentalist of zanger die hij begeleidt. Deze betekenis van Moore komt vooral tot uiting in zijn invloedrijke boek The Unashamed Accompanist ('De schaamteloze begeleider') uit 1943.
Moore gaf meerdere cursussen en schreef een aantal teksten over muziek. Zijn memoires verschenen in 1962 onder de titel Am I Too Loud?: Memoirs of An Accompanist. Hij publiceerde twee andere autobiografische boeken: Farewell Recital: Further Memoirs (1978) en Furthermoore (1983). Deze literaire activiteiten zette hij voort na zijn afscheidsconcert in 1967 (met drie van de zangers met wie hij het meest gewerkt had: Fischer-Dieskau, Victoria de los Ángeles en Elisabeth Schwarzkopf). Moore beëindigde zijn podiumcarrière in 1967 en stopte in 1975 met het maken van plaatopnamen.
In zijn memoires schreef Moore dat zijn diensten niet gewenst waren tijdens Benjamin Brittens Aldeburgh Festival, "omdat de leidende genius daar (Britten zelf) de grootste begeleider in de wereld was". Het zou Moore ongetwijfeld gevleid hebben als hij had geweten dat in 2006 het tijdschrift Gramophone vooraanstaande begeleiders vroeg wie de beste begeleiders ooit waren. De uitkomst was dat de 'professioneelste professionals' op dat vlak Britten en Moore zelf waren.
Moore werd geridderd in de Orde van het Britse Rijk (Verenigd Koninkrijk) in 1954.